# Max Fellerer
Max Fellerer (* 15. Oktober 1889 in Linz; † 27. März 1957 in Wien) war ein österreichischer Architekt.

## Leben

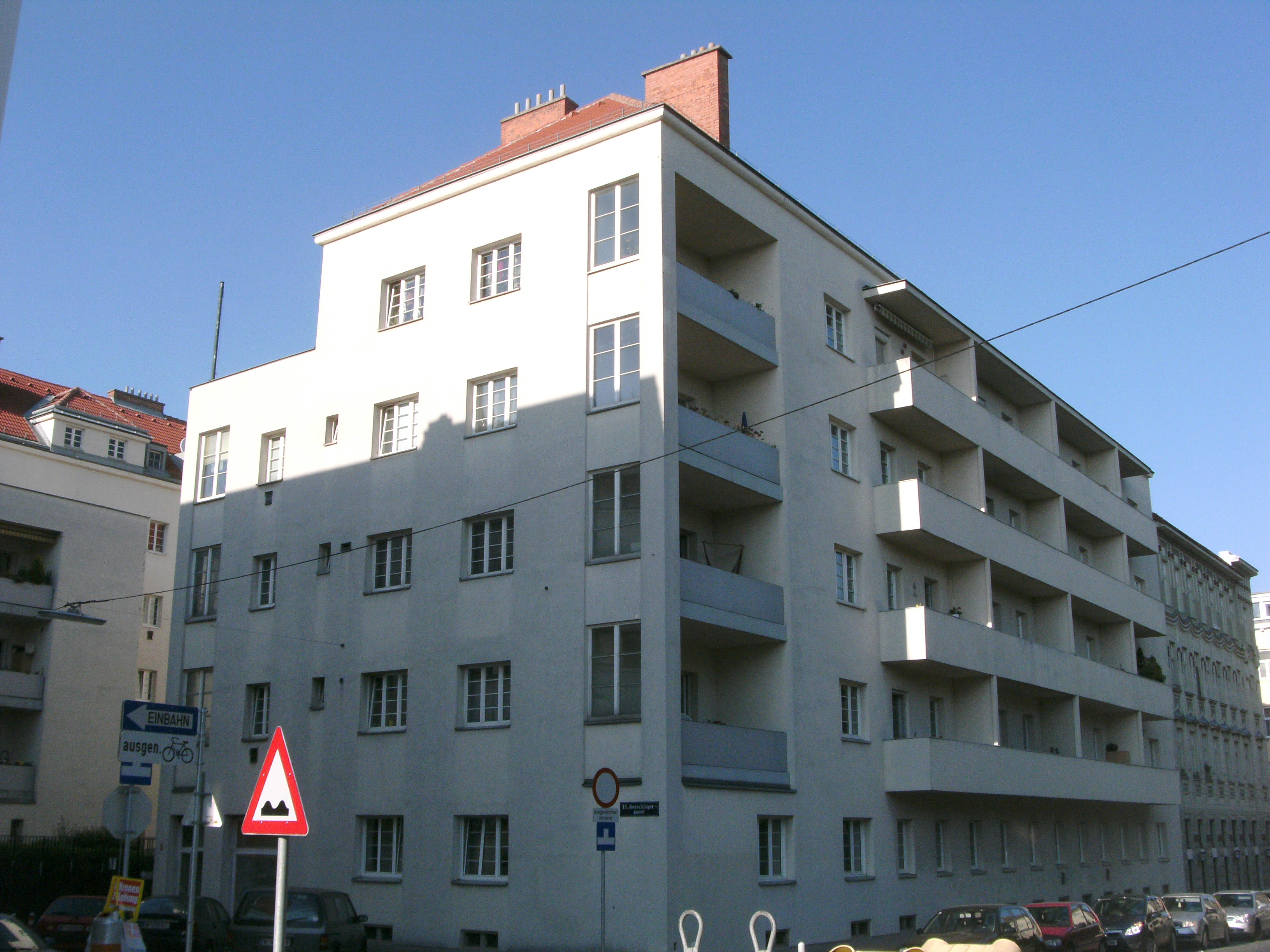
Wohnhausanlage in der Geyschlägergasse in Wien, entworfen von Max Fellerer, erbaut 1928–1929.

Fellerer machte die Matura an der Realschule in Linz und studierte an der Technischen Hochschule Wien bei Karl König und danach an der Akademie der bildenden Künste Wien bei Otto Wagner.
Im Jahre 1913 wurde Fellerer Mitarbeiter im Atelier des Architekten Josef Hoffmann und in der Wiener Werkstätte, was mit seinem Kriegsdienst im Ersten Weltkrieg ein Ende fand. Von 1919 bis 1926 war er Chefarchitekt bei Josef Hoffmann. Ab 1926 Mitarbeiter beim Architekten Clemens Holzmeister und dort von 1928 bis 1934 Chefarchitekt in dessen Atelier. Von 1934 bis 1954 hatte er mit dem Architekten Eugen Wörle ein gemeinsames Atelier.
Ab 1932 war Fellerer a.o. Professor an der Akademie der bildenden Künste Wien und war von 1934 bis 1938 Direktor der Kunstgewerbeschule Wien und wurde beim Anschluss Österreichs an Hitlerdeutschland als Direktor abgesetzt.
Er wurde am Wiener Zentralfriedhof beigesetzt. Seine Schwester war die Fotografin und Anthroposophin Margarethe Marianne Fellerer.

## Werke
mit Eugen Wörle:
- Wohnhausanlage in der Per Albin Hansson-Siedlung
- Strandbad Gänsehäufel
- Parkhotel Mirabell
- Kongresshalle in Salzburg
- Neubau des Finanzministeriums und der Akademie für angewandte Kunst
- Wiederaufbau des Parlaments
- Haas-Haus auf dem Stephansplatz

## Auszeichnungen
- 1950: Preis der Stadt Wien für Architektur
- 1954: Großer Österreichischer Staatspreis für Architektur
- 1954: Großes Ehrenzeichen für Verdienste um die Republik Österreich[2]